# Adolf Schwarz
Adolf Schwarz (31 de octubre de 1836 en Galszecs - 25 de octubre de 1910 en Viena) fue un ajedrecista austro-húngaro.

## Trayectoria como ajedrecista
Fue 10 º en el Torneo de Viena en 1873 ( triunfo conjunto de Wilhelm Steinitz y Joseph Henry Blackburne). En 1878, quedó 2º, por detrás de Ludwig Paulsen, en Frankfurt. En 1879, fue 3º en Leipzig (1º Kongresse des Deutschen Schachbundes ( Congreso de la DSB, torneo que empieza a organizar desde 1879 la Federación Alemana de Ajedrez, creada en 1877 tras la reorganizacón de las diferentes Federaciones existentes en el país anteriormente ), con triunfo de Berthold Englisch). En 1880, él ató para el 1er-3.º con Blackburne e Inglés en Wiesbaden.
En 1880, logró la victoria con Max Weiss y Johannes Minckwitz en Graz. En ese mismo año, fue 3º-5º en Braunschweig. En 1882, quedó 3º en Viena (triunfo de Vincenz Hruby), y fue 12º-13º en el Torneo de Viena (triunfo conjunto de ilhelm Steinitz y Szymon Winawer).
Adolf Schwarz ganó partidos contra Minkwitz (+3 -2 =4) en 1878, y contra Winawer (+3 -1 =0) en 1880. Asimismo, en 1897 contra Adolf Albin 2:1 (+2, -1, =0). En 1879 perdió ante Paulsen por 2:5.
Su mejor ELO histórico fue 2657, logrado en mayo de 1882.